# ورود غیربالستیک به جو

مانور بازگشت به جو پس از خروج موقت از جو

ورود غیربالستیک به اتمسفر روشی برای ورود به جو است که با استفاده از بالابری آیرودینامیکی در اتمسفر بالایی، یک مسیر غیربالستیکی را دنبال می‌کند. این روش شامل مسیرهایی مانند پرش و گلاید (سر خوردن) است.
پرش یک مسیر پروازی است که در آن فضاپیما به جو وارد و خارج می‌شود. گلاید یک مسیر پروازی است که در آن فضاپیما برای پرواز پایدار، مدتی در جو می‌ماند. در بیشتر نمونه‌ها، ورود مجدد با پرش، برد هواپیماهای فضایی زیرمداری و وسایل نقلیه ورود مجدد را در مسیر صرفاً بالستیک تقریبا دو برابر می‌کند. در برخی دیگر، مجموعه‌ای از پرش‌ها، افزایش بیشتر برد را فراهم می‌کند.
ورود غیربالستیک به جو به‌طور جدی اولین بار به‌عنوان راهی برای افزایش برد موشک‌های بالستیک مطالعه شد، اما از آنجایی که موشک‌های متعارف با برد بیشتر تولید شدند، از آن استفاده عملیاتی نشد. بعدا مفاهیم اساسی آیرودینامیکی برای تولید کلاهک‌های مانوپذیر بازگشتی (MaRV) استفاده شد تا دقت برخی موشکها مانند Pershing II افزوده شود. اخیراً، از این مفاهیم برای تولید اچ‌جی‌وی مانند آوانگارد استفاده شده‌است تا از رهگیری جلوگیری شود. افزایش برد به‌عنوان راهی برای دستیابی به پرواز در ارتفاع‌های پایین‌تر استفاده می‌شود و به پیشگیری از رهگیری رادار برای مدت طولانی‌تر در مقایسه با مسیرهای بالستیک بالاتر کمک می‌کند.
این روش همچنین برای افزایش زمان بازگشت فضاپیماهایی که از ماه به زمین بر می‌گردند، استفاده شده‌است، چون بدون این روش آنها باید در زمان کوتاهی مقدار زیادی از سرعت خود را کاهش دهند و در نتیجه با گرمای بسیار بالایی روبرو شوند. سفینه فرماندهی آپولو تقریبا از یک پرش مجدد (یا پرش جزئی) استفاده کرد، و Zond شوروی و Chang'e 5-T1 چینی هم از این روش استفاده کردند. بازگشت با پرش چندگانه که پیچیده‌تر است، برای هواگردها یا فضاپیماهای جدیدتر مانند فضاپیمای اوریون پیشنهاد شده‌است.